# الغارة الجوية على جارقلي 2022
في 16 أغسطس 2022، استهدف سلاح الجو التركي قاعدة عسكرية للجيش السوري بالقرب من بلدة عين العرب، مما أسفر عن مقتل 16 شخصًا على الأقل. يُزعم أن الغارات الجوية كانت ردًا على مقتل جندي من الجيش التركي في بلدة كركاميش على يد قوات قسد في وقت سابق من اليوم.